# Kinnula
Kinnula is een gemeente in de Finse provincie West-Finland en in de Finse regio Centraal-Finland. De gemeente heeft een landoppervlakte van 460,2 km² en telt 1.554 inwoners (2022).